# Чемпионат России по плаванию 2015
Чемпионат России по плаванию 2015 года прошёл с 19 по 23 апреля в СК «Олимпийский», Москва.
В соревнованиях участвовало около 700 пловцов из 65 регионов России. Также участвовали спортсмены из Молдовы, Узбекистана, Турции, Беларуси, Мозамбика, Кыргызстана.

## Призёры

### Мужчины
| Дистанция                         | Золото | Золото   | Серебро | Серебро  | Бронза | Бронза   |
| --------------------------------- | --- | -------- | --- | -------- | --- | -------- |
| 50 м вольным стилем               | Владимир Морозов Волгоградская область                                                                                     | 21.65    | Андрей Гречин Алтайский край                                                                                              | 22.03    | Евгений Лагунов Санкт-Петербург — Архангельская обл.                                                                  | 22.32    |
| 100 м вольным стилем              | Владимир Морозов Волгоградская область                                                                                     | 47.98    | Александр Сухоруков Санкт-Петербург — Коми                                                                                | 48.33    | Данила Изотов Краснодарский край                                                                                      | 48.41    |
| 200 м вольным стилем              | Александр Красных Татарстан                                                                                                | 1:47.39  | Александр Сухоруков Санкт-Петербург — Коми                                                                                | 1:47.41  | Никита Лобинцев Московская обл. — Свердловская обл.                                                                   | 1:47.59  |
| 400 м вольным стилем              | Александр Красных Татарстан                                                                                                | 3:50.41  | Вячеслав Андрусенко Санкт-Петербург                                                                                       | 3:51.25  | Эрнест Максумов Татарстан                                                                                             | 3:51.84  |
| 800 м вольным стилем              | Евгений Куликов Москва | 7:59.51  | Эрнест Максумов Татарстан                                                                                                 | 8:00.75  | Александр Фёдоров Санкт-Петербург                                                                                     | 8:03.17  |
| 1500 м вольным стилем             | Эрнест Максумов Татарстан                                                                                                  | 15:25.72 | Илья Дружинин Волгоградская область                                                                                       | 15:26.56 | Кирилл Абросимов Московская обл. — Ярославская обл.                                                                   | 15:27.74 |
|                                   | |          | |          | |          |
| 50 м на спине                     | Владимир Морозов Волгоградская область                                                                                     | 24.93    | Никита Ульянов ХМАО-Югра                                                                                                  | 25.13    | Григорий Тарасевич Омская область                                                                                     | 25.27    |
| 100 м на спине                    | Евгений Рылов Московская область                                                                                           | 53.17    | Григорий Тарасевич Омская область                                                                                         | 53.84    | Никита Ульянов ХМАО-Югра                                                                                              | 54.37    |
| 200 м на спине                    | Евгений Рылов Московская область                                                                                           | 1:56.44  | Григорий Тарасевич Омская область                                                                                         | 1:58.39  | Никита Бабченко Краснодарский край                                                                                    | 2:00.32  |
|                                   | |          | |          | |          |
| 50 м брассом                      | Владимир Морозов Волгоградская область                                                                                     | 27.37    | Андрей Николаев Калужская область                                                                                         | 27.56    | Антон Лобанов Новосибирская область                                                                                   | 27.71    |
| 100 м брассом                     | Илья Хоменко Ростовская область                                                                                            | 1:00.53  | Антон Лобанов Новосибирская область                                                                                       | 1:00.59  | Григорий Фалько Москва                                                                                                | 1:00.73  |
| 200 м брассом                     | Антон Чупков Москва | 2:10.80  | Илья Хоменко Ростовская область                                                                                           | 2:11.02  | Марат Амалтдинов Москва                                                                                               | 2:11.08  |
|                                   | |          | |          | |          |
| 50 м баттерфляем                  | Евгений Цуркин · Беларусь                                                                                                  | 23.26    | Владимир Морозов Волгоградская область                                                                                    | 23.43    | Вячеслав Прудников Санкт-Петербург                                                                                    | 23.58    |
| 100 м баттерфляем                 | Вячеслав Прудников Санкт-Петербург                                                                                         | 51.94    | Александр Попков Санкт-Петербург                                                                                          | 52.07    | Евгений Коптелов Волгоградская область                                                                                | 52.11    |
| 200 м баттерфляем                 | Александр Кудашев Самарская область                                                                                        | 1:56.30  | Евгений Коптелов Волгоградская область                                                                                    | 1.57.19  | Даниил Пахомов Санкт-Петербург                                                                                        | 1:58.24  |
|                                   | |          | |          | |          |
| 200 м комплексное плавание        | Иван Трофимов Пензенская область                                                                                           | 2:00.08  | Дмитрий Горбунов Пензенская область                                                                                       | 2:00.46  | Семён Макович Самарская область                                                                                       | 2:00.88  |
| 400 м комплексное плавание        | Семён Макович Самарская область                                                                                            | 4:17.73  | Александр Осипенко Москва                                                                                                 | 4:18.03  | Александр Тихонов Москва                                                                                              | 4:21.49  |
|                                   | |          | |          | |          |
| 4 х 100 м эстафета вольным стилем | Санкт-Петербург Евгений Лагунов (50.09) Олег Тихобаев (49.47) Евгений Айзетуллов (49.570) Александр Сухоруков (48.45)      | 3:17.58  | Москва Михаил Довгалюк (49.74) Станислав Степанов (49.70) Роман Домачук (51.02) Андрей Жилкин (49.60)                     | 3:20.06  | Красноярский край Иван Рыбкин (50.88) Алексей Амосов (50.78) Вячеслав Щукин (50.16) Андрей Арбузов (49.77)            | 3:21.59  |
| 4 х 200 м эстафета вольным стилем | Санкт-Петербург Александр Фёдоров (1:51.25) Евгений Лагунов (1:49.62) Игорь Шадрин (1:52.15) Вячеслав Андрусенко (1:48.62) | 7:21.64  | Москва Михаил Довгалюк (1:49.65) Станислав Степанов (1:51.66) Александр Селин (1:51.90) Дмитрий Ермаков (1:49.10)         | 7:22.31  | Татарстан Александр Красных (1:49.45) Эмиль Мухаметзянов (1:52.07) Ринат Мустафин (1:53.88) Эрнест Максумов (1:50.58) | 7:25.98  |
| 4 х 100 м комплексная эстафета    | Санкт-Петербург Андрей Шабасов (55.71) Кирилл Пригода (1:00.60) Вячеслав Прудников (51.62) Вячеслав Андрусенко (48.75)     | 3:36.68  | Волгоградская область Денис Коваленко (56.04) Кирилл Стрельников (1:01.26) Евгений Коптелов (52.29) Степан Сурков (48.99) | 3:38.58  | Москва Николай Снегирёв (56.41) Григорий Фалько (1:00.34) Евгений Коротышкин (52.40) Михаил Довгалюк (49.96)          | 3:39.11  |

### Женщины
| Дистанция                         | Золото | Золото   | Серебро | Серебро  | Бронза | Бронза   |
| --------------------------------- | --- | -------- | --- | -------- | --- | -------- |
| 50 м вольным стилем               | Александра Герасименя · Беларусь | 24.72    | Наталья Ловцова Новосибирская область                                                                                           | 24.93    | Мария Каменева Оренбургская область                                                                                   | 25.01    |
| 100 м вольным стилем              | Наталья Ловцова Новосибирская область                                                                                                   | 54.15    | Вероника Попова Санкт-Петербург                                                                                                 | 54.32    | Александра Герасименя · Беларусь                                                                                      | 54.38    |
| 200 м вольным стилем              | Вероника Попова Санкт-Петербург | 1:57.42  | Виктория Андреева Пензенская область                                                                                            | 1:57.48  | Валерия Саламатина Свердловская область                                                                               | 1:59.28  |
| 400 м вольным стилем              | Арина Опёнышева Красноярский край | 4:09.91  | Валерия Саламатина Свердловская область                                                                                         | 4:12.95  | Дарья Муллакаева Пермский край                                                                                        | 4:13.76  |
| 800 м вольным стилем              | Анастасия Иваненко Коми | 8:41.45  | Валерия Саламатина Свердловская область                                                                                         | 8:43.31  | Елизавета Горшкова Москва                                                                                             | 8:46.58  |
| 1500 м вольным стилем             | Елизавета Горшкова Москва | 16:39.98 | Анастасия Иваненко Коми | 16:41.59 | Марьяна Петрова Москва                                                                                                | 16:54.37 |
|                                   | |          | |          | |          |
| 50 на спине                       | Анастасия Фесикова Пензенская область                                                                                                   | 28.18    | Дарья К. Устинова Свердловская область                                                                                          | 28.37    | Мария Каменева Оренбургская область                                                                                   | 28.45    |
| 100 на спине                      | Дарья К. Устинова Свердловская область                                                                                                  | 59.89    | Анастасия Фесикова Пензенская область                                                                                           | 1:00.59  | Мария Каменева Оренбургская область                                                                                   | 1:00.81  |
| 200 на спине                      | Дарья К. Устинова Свердловская область                                                                                                  | 2:07.29  | Ирина Приходько Татарстан | 2:10.55  | Екатерина Томашевская Ставропольский край                                                                             | 2:10.83  |
|                                   | |          | |          | |          |
| 50 м брассом                      | Юлия Ефимова Тюменская область | 30.39    | Виктория Зейнеп Гюнеш · Турция                                                                                                  | 31.24    | Валентина Артемьева Новосибирская область                                                                             | 31.32    |
| 100 м брассом                     | Юлия Ефимова Тюменская область | 1:05.90  | Дарья Деева Свердловская область                                                                                                | 1:08.33  | Виталина Симонова Новосибирская обл. — Оренбургская обл.                                                              | 1:08.62  |
| 200 м брассом                     | Юлия Ефимова Тюменская область | 2:22.12  | Виталина Симонова Новосибирская обл. — Оренбургская обл.                                                                        | 2:23.56  | Виктория Зейнеп Гюнеш · Турция                                                                                        | 2:24.48  |
|                                   | |          | |          | |          |
| 50 м баттерфляем                  | Наталья Ловцова Новосибирская область                                                                                                   | 26.05    | Светлана Чимрова Москва | 26.53    | Алина Кашинская Свердловская область                                                                                  | 26.72    |
| 100 м баттерфляем                 | Наталья Ловцова Новосибирская область                                                                                                   | 58.27    | Анна Полякова Санкт-Петербург                                                                                                   | 58.49    | Светлана Чимрова Москва                                                                                               | 58.75    |
| 200 м баттерфляем                 | Мария Арсеньева Самарская область | 2:12.89  | Лада Брагина ХМАО-Югра | 2:15.27  | Дарья Шмакова Омская область                                                                                          | 2:16.17  |
|                                   | |          | |          | |          |
| 200 м комплексное плавание        | Виктория Андреева Пензенская область | 2:12.31  | Юлия Ефимова Тюменская область                                                                                                  | 2:14.67  | Яна Мартынова Татарстан                                                                                               | 2:15.16  |
| 400 м комплексное плавание        | Яна Мартынова Татарстан | 4:41.71  | Виктория Малютина Пензенская область                                                                                            | 4:45.20  | Ранохон Аманова · Узбекистан                                                                                          | 4:50.16  |
|                                   | |          | |          | |          |
| 4 х 100 м эстафета вольным стилем | Москва Розалия Насретдинова (55.90) Мария Куделькина (56.93) Валерия Колотушкина (56.62) Елена Соколова (55.82)                         | 3:45.27  | Свердловская область Полина Лапшина (55.61) Анастасия Кирпичникова (57.41) Дарья К. Устинова (56.57) Валерия Саламатина (56.24) | 3:45.83  | Новосибирская область Наталья Ловцова (55.87) Арина Суркова (57.73) Ангелина Елапова (1:00.04) Кира Володина (57:23)  | 3:50.87  |
| 4 х 200 м эстафета вольным стилем | Свердловская область Дарья К. Устинова (2:01.50) Валерия Саламатина (2:00.58) Анастасия Кирпичникова (2:03.62) Полина Лапшина (2:01.22) | 8:06.92  | Санкт-Петербург Ирина Шваева (2:04.11) Полина Ретюнская (2:04.41) Дарья С. Устинова (2:02.44) Вероника Попова (1:59.68)         | 8:10.64  | Москва Алина Кендзиор (2:07.04) Мария Куделькина (2:04.85) Валерия Колотушкина (2:03.81) Екатерина Кудинова (2:05.26) | 8:20.96  |
| 4 х 100 м комплексная эстафета    | Свердловская область Дарья К. Устинова (1:00.55) Дарья Деева (1:08.46) Алина Кашинская (1:00.30) Полина Лапшина (55.25)                 | 4:04.56  | Санкт-Петербург Екатерина Андреева (1:02.70) Софья Андреева (1:09.64) Анна Полякова (59.12) Вероника Попова (53.91)             | 4:05.37  | Москва Александра Папуша (1:02.11) Вера Калашникова (1:10.24) Александра Чеснокова (1:00.88) Мария Куделькина (56.24) | 4:09.47  |

### Смешанные соревнования
| Дистанция                         | Золото | Золото  | Серебро | Серебро | Бронза | Бронза  |
| --------------------------------- | --- | ------- | --- | ------- | --- | ------- |
| 4 × 100 м эстафета вольным стилем | Санкт-Петербург Вячеслав Андрусенко (49.83) Вячеслав Прудников (49.56) Вероника Попова (54.38) Дарья С. Устинова (55.33) | 3:29.10 | Москва Артём Лобузов (50.18) Михаил Довгалюк (49.24) Розалия Насретдинова (55.30) Екатерина Кудинова (56.12)      | 3:30.84 | Татарстан Никита Королёв (50.06) Ринат Мустафин (51.40) Ирина Приходько (?) Елизавета Базарова (?)              | 3:33.97 |
| 4 × 100 м комплексная эстафета    | Санкт-Петербург Андрей Шабасов (55.41) Кирилл Пригода (1:00.69) Анна Полякова (58.39) Вероника Попова (54.78)            | 3:49.27 | Татарстан Владислав Тазов (56.17) Тимур Галимзянов (1:02.68) Элина Максумова (1:01.78) Елизавета Базарова (56.60) | 3:57.23 | Алтайский край Полина Гуртенко (1:06.80) Сергей Звонов (1:03.75) Дарья Цветкова (1:00.98) Андрей Гречин (48.86) | 4:00.39 |